# Rouleina squamilatera
Rouleina squamilatera is een straalvinnige vissensoort uit de familie van gladkopvissen (Alepocephalidae). De wetenschappelijke naam van de soort is voor het eerst geldig gepubliceerd in 1898 door Alcock.